# 팀 에디 추와 서신제
팀 에디 추와 서신제(朱凱廸新西團隊)은 2016년 에디 추(朱凱廸, 주개적)에 의해 창당한 홍콩의 정당이다.
2016년 홍콩 입법회 선거에서, 에디 추가 홍콩 입법위원회 위원으로 선출하고 서신제에서 정당을 창당했으며 2019년 홍콩 구의회 선거에서 8명이 당선되었다.
2021년 5월 2-일에 해산했습니다.